# Quai de Rome
Le quai de Rome est une importante artère liégeoise, sur la rive gauche de la Meuse, qui va du quai Banning au boulevard Frère-Orban et à l'avenue Blonden, dans le quartier administratif des Guillemins.
Le quai de Rome a été créé au XIXe siècle et s'est développé après l'exposition universelle de 1905. Appelé quai de Fragnée à l'origine, il est rebaptisé quai de Rome en 1923.

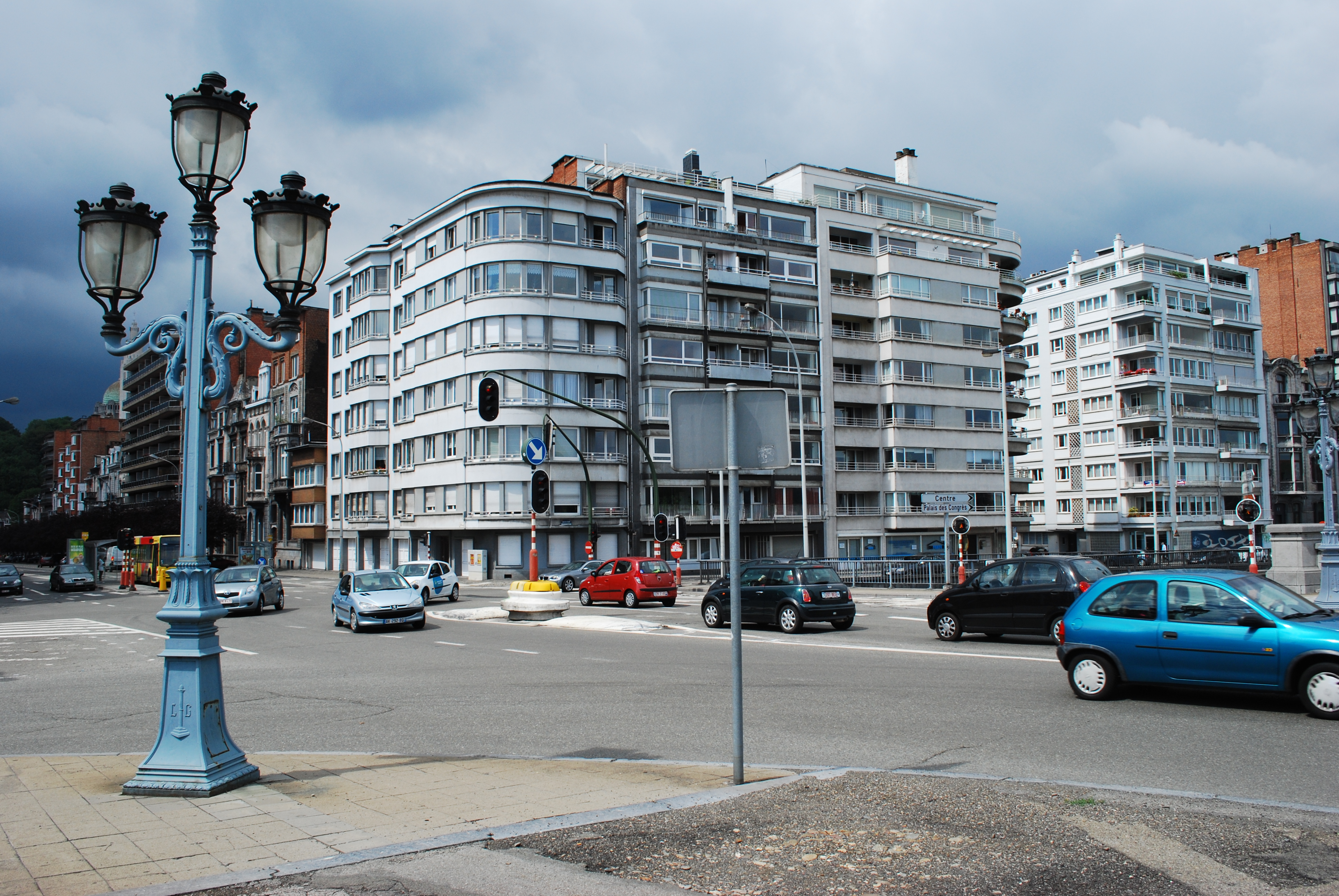
Le quai de Rome, à hauteur du pont de Fragnée, angles avec l'avenue Émile Digneffe et avec la rue du Vieux Mayeur.

## Réaménagement
D'importants travaux de réaménagement des quais de la rive gauche de la Meuse (quai de Rome, boulevard Frère-Orban, avenue Blonden) ont eu lien entre le 19 novembre 2012 et le 25 mars 2015 afin de les rendre plus accessibles aux cyclistes et aux piétons,.

## Voies adjacentes
- Quai Banning
- Passerelle La Belle Liégeoise
- Avenue Blonden
- Avenue Émile Digneffe
- Rue de Fragnée
- Boulevard Frère-Orban
- Rue de Harlez
- Rue de Namur
- Rue des Rivageois
- Rue du Vieux Mayeur
- Avenue des Tilleuls

## Architecture, urbanisme et œuvres d'art public
Dans les années 1960, le quai de Rome a été transformé en une voie rapide (à 4 voies de circulation) en bord de Meuse, reliant Seraing à Herstal en passant par le centre de Liège.
La plupart des édifices du quai de Rome sont des immeubles à appartements construits après la Seconde Guerre mondiale. Il subsiste néanmoins quelques exemples de l'habitat bourgeois qui s'y était développé à la fin du XIXe siècle et au début du XXe siècle.

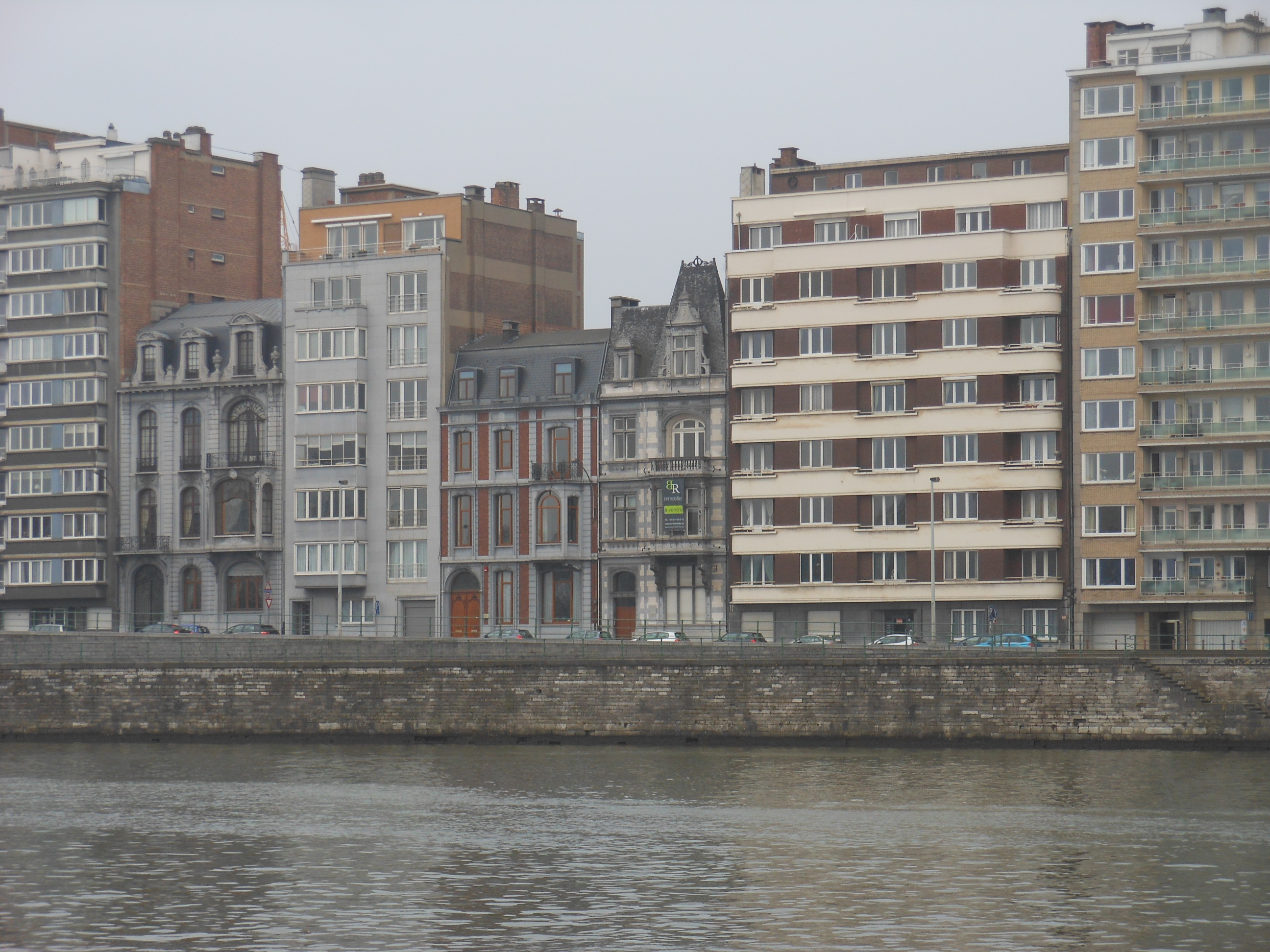
Liège, Quai de Rome 56-52

- architecte Lucien Bécasseau : no 53 (maison de maître, 1906) : Le bâtiment et les jardins ont été restaurés en 2017 par l'architecte Jonathan Weverbergh et Bosbergh sprl.
- architecte Edmond Jamar : no 54 (maison de maître, 1906).
- architecte Victor Rogister : n° 56 (hôtel de maître).
- architecte  Arthur Snyers : no 67 (hôtel de maître).
- architecte Jean Poskin : no 70 Résidence Emile Verhaeren (immeuble à appartements, 1952), Résidence César Franck (immeuble à appartements, à l'angle de la rue du Vieux Mayeur, 1956 environ).
- architecte L. Monseur : no 78 (hôtel de maître, 1908).
- architecte Louis Rahier : no 1 Résidence Petit Paradis (1939, immeuble à appartement de style Art déco, à l'angle de la rue de Fragnée).
- architecte J. Crahay : no 9 (maison, 1904).

Une composition du peintre Jean Rets orne la façade de l'immeuble à l'angle du quai de Rome et de la rue du Vieux Mayeur.

## Riverains
- Campus « Les Rivageois » de la Haute École Charlemagne.